# 大槻祐依
大槻 祐依（おおつき ゆい、1995年10月29日 - ）は、日本の起業家、実業家。
株式会社FinT代表取締役CEO。

## 来歴
東京都杉並区出身。吉祥女子中学校・高等学校を経て、早稲田大学文化構想学部卒業。大学在学中に商学部の起業家養成講座の受講や学内のビジネスコンテストで優勝を経て、2017年3月にFinTを起業。
「みんなの強みを活かして、日本を世界を前向きに」というパーパスのもと、アサヒビール、三井住友カード、メルカリ、Mizkanなど大手企業300社以上に、SNS起点のプロモーション、グローバル展開支援を行うマーケティングのプロ集団。
2023年は、ASEANと日本のZ世代のリーダーたちが集う「ASEAN JAPAN Generation Z Leaders Community」日本代表への選出やベトナム拠点を立ち上げるなど海外でも活躍した。

### 略歴
- 1995年 - 東京都生まれ
- 2014年 - 早稲田大学 文化構想学部入学、早稲田大学ビジネスプランコンテスト最優秀賞、シンガポール ナンヤン理工大学留学
- 2017年 - 株式会社FinT 創業
- 2019年 - 早稲田大学文化構想学部 卒業
- 2023年 - ベトナム拠点立ち上げ。日本企業のASEAN進出支援を開始。ASEANと日本のZ世代のリーダーたちが集う「ASEAN JAPAN Generation Z Leaders Community」に日本代表として選出され、岸田文雄首相とジョコ・ウィドド インドネシア大統領へ政策提言を実施。
- 2024年 - Forbes 30 UNDER 30 ASIA MEDIA, MARKETING & ADVERTISING 部門にて選出[8]。
- 2024年 - Forbes JAPAN 30 UNDER 30 BUSINESS 部門にて選出。

- 一柳良雄が問う日本の未来 (2024年2月10日)
- NHK「視点・論点」 (2024年2月19日)
- Fresh Faces 〜アタラシイヒト〜  (2021年12月18日)
- モーニングショー (2021年10月13日)